# Microregione di Wenceslau Braz
Wenceslau Braz è una microregione del Paraná in Brasile, appartenente alla mesoregione di Norte Pioneiro Paranaense.

## Comuni
È suddivisa in 10 comuni:
- Carlópolis
- Guapirama
- Joaquim Távora
- Quatiguá
- Salto do Itararé
- Santana do Itararé
- São José da Boa Vista
- Siqueira Campos
- Tomazina
- Wenceslau Braz